# Noel Pagan
Noel Pagan (também conhecido como Noel) é um cantor de Freestyle/dance music estadunidense. Nasceu no Bronx em Nova York. "Silent Morning" foi seu primeiro sucesso, ficou em 47º lugar na Billboard Hot 100. Foi um grande sucesso considerado um marco na história da música eletrônica mundial. Essa música se tornaria famosa no Brasil após entrar na trilha sonora da novela Vale Tudo, lançada em 1988 e exibida na Rede Globo. No ano seguinte, Noel lançou seu primeiro álbum, com o título "Noel", que alcançou a posição 126 na Billboard 200. Logo em seguida, lançou o segundo single de sua carreira, com a música "Like a Child", que ficou em 67º lugar em 1988 e se tornou seu maior sucesso. Mais tarde, no final do mesmo ano, voltou às paradas de sucesso com "Out of Time". No começo de 1989, sai um quarto single, ainda desse primeiro álbum, "Noel", que não obteve tanto sucesso quanto os anteriores.
Na década de 1990, o cantor relançou "Silent Morning" em coletâneas do estilo "Freestyle". Em 1991, Noel se engajou ao projeto do produtor Tony Moran, "Concept of One", com participação na música "The Question", cujo single foi lançado pelo selo "Cutting Records". Em 1993, o cantor lançou o segundo álbum de sua carreira "Hearts on Fire". Nesse álbum, que se diferenciou dos anteriores, Noel chegou a gravar um cover da música "Donna", de Ritchie Valens. No ano 2000, Noel foi convidado a participar do festival "Freestyle Reunion", com diversos artistas do gênero. No ano seguinte, o cantor lançou o single "Will I Find True Love" com o produtor musical Ford, entre outros singles lançados.
Em 2007, lançou um single estilo trance chamado "I Feel Alive". Até hoje é cotado como um dos maiores idolos da era "freestyle".

## Discografia

### Álbuns de estúdio
| Ano  | Detalhes do álbum                                            | Posições nas paradas | Posições nas paradas |
| Ano  | Detalhes do álbum                                            | E.U.A.               |                      |
| ---- | ------------------------------------------------------------ | -------------------- | -------------------- |
| 1988 | Noel - Lançado: 1988 - Gravadora: 4th & B'way Records        | 126                  |                      |
| 1993 | Hearts on Fire - Lançado: 1993 - Gravadora: Mercury/PolyGram | —                    |                      |

### Singles
| Ano  | Single                   | Posições | Posições     | Posições            | Posições   | Álbum          |
| Ano  | Single                   | E.U.A.   | E.U.A. dance | E.U.A. dance vendas | E.U.A. R&B | Álbum          |
| ---- | ------------------------ | -------- | ------------ | ------------------- | ---------- | -------------- |
| 1987 | "Silent Morning"         | 47       | 6            | 7                   | —          | Noel           |
| 1988 | "Like a Child"           | 67       | 1            | 6                   | 88         | Noel           |
| 1988 | "Out of Time"            | —        | 1            | 9                   | —          | Noel           |
| 1989 | "Change"                 | —        | —            | —                   | —          | Noel           |
| 1990 | "The Question"1          | —        | —            | 24                  | —          | Concept of One |
| 1993 | "Hearts on Fire"         | —        | —            | —                   | —          | Hearts on Fire |
| 2001 | "Will I Find True Love"2 | —        | —            | —                   | —          | 12"/CD Single  |
| 2007 | "I Feel Alive"           |          | —            | —                   | —          | CD Single      |

- 1 Concept of One com participação de Noel.
- 2 FORD com participação de Noel.

### Videoclipes
| Ano  | Single           |
| ---- | ---------------- |
| 1987 | "Silent Morning" |
| 1988 | "Like a Child"   |